# 인사라아
인사라아(因斯羅我, ?~?)는 백제의 화공이다. 463년(개로왕 9년)에 일본에 건너가 일본 회화계의 계몽에 크게 공헌했고 그의 자손도 아버지의 업을 계승하였다. 후에 가와치화사(일본어: 河內畵師)로 불렸다.